# 趙永馨
趙永馨（1963年5月31日—），本名趙永信，台灣知名女演員。台灣台北市人，籍貫山東高密縣，現居新北市板橋區，為國光藝校第一屆畢業生。
1983年演出首部電視劇《玉女神笛》，隔年榮獲第19屆金鐘獎『最具潛力戲劇新演員獎』，也曾主演多部瓊瑤電視劇，以「玉女偶像」的形象走紅演藝圈。
2014年1月起，趙永馨在大愛電視擔任戲劇三部製作人，專門負責長情劇展系列製做工作並參與演出自己所製作作品。同時創立個人工作室永遠溫馨工作室來製作長情劇展系列製作作品。

## 電影
| 年份   | 片名                 | 角色 |
| 1981年 | 《冰雪情關英雄膽》   |      |
| 1983年 | 《少林二十四溜馬》   |      |
| 1987年 | 《花月正春風大結局》 |      |
| 2012年 | 《主桌》             |      |

## 電視劇
| 年份   | 頻道           | 劇名                          | 角色          |
| 1983年 | 華視           | 《玉女神笛》                  | 朱珂          |
| 1983年 | 華視           | 《煙雨江南》                  | 韋小玉        |
| 1983年 | 華視           | 《中國神話故事系列 - 西遊記》 | 小圓          |
| 1983年 | 華視           | 《風雅劇集之紅樓夢》          | 林黛玉        |
| 1983年 | 華視           | 《蕭十一郎》                  | 冰冰          |
| 1983年 | 華視           | 《江南游龍》之奪王旗          | 方小茹        |
| 1983年 | 華視           | 《江南游龍》之萬流歸宗        | 柯秀筠        |
| 1984年 | 華視           | 《大俠沈勝衣》之《相思夫人》  | 蕭鈴          |
| 1985年 | 華視           | 《龍鳳奇俠》                  | 郭靈          |
| 1985年 | 華視           | 《愛情慢跑》－計程車司機      | 蕭玉蓮        |
| 1985年 | 華視           | 《俠客行》                    | 丁噹          |
| 1986年 | 華視           | 《新西螺七劍》                | 上官硯兒      |
| 1986年 | 華視           | 《幾度夕陽紅》                | 楊曉彤        |
| 1986年 | 華視           | 《煙雨濛濛》                  | 陸如萍        |
| 1986年 | 華視           | 《碧海青天》                  | 趙婉嬌        |
| 1987年 | 華視           | 《庭院深深》                  | 余翠珊        |
| 1987年 | 華視           | 《棋中奇》                    | 董安妮        |
| 1988年 | 華視           | 《在水一方》                  | 朱詩卉        |
| 1989年 | 華視           | 《追妻三人行》                | 姚依依        |
| 1990年 | 華視           | 《六個夢》 之二《啞妻》       | 莫雁華        |
| 1990年 | 華視           | 《幾度春風幾度霜》            | 康巧君        |
| 1993年 | 中視           | 《紫櫻花》                    | 翠萍          |
| 1993年 | 華視           | 《包青天》之《古琴怨》        | 陳碧娥        |
| 1993年 | 華視           | 《包青天》之《孿生劫》        | 辛敏真        |
| 1993年 | 華視           | 《包青天》之《九道本》        | 莫愁          |
| 1995年 | 華視           | 《我愛我妻我愛子》            | 李秋霞        |
| 1996年 | 華視           | 《驚世新娘》                  | 林秀玉        |
| 1997年 | 民視           | 《菅芒花的春天》              | 白雪紅        |
| 1997年 | 民視           | 《嘉慶君遊台灣》              | 林秋月/许秀容 |
| 1998年 | 華視           | 《爸爸的本尊》                | 秀芬          |
| 1998年 | 民視           | 《舉頭三尺有神明》-心魔       | 李玉萍/李玉慧 |
| 1998年 | 民視           | 《舉頭三尺有神明-命根子》     | 阿花          |
| 1998年 | 民視           | 《台灣作家劇場-不歸路》       | 李芸          |
| 1998年 | 民視           | 《春天後母心》                | 林秋月        |
| 1998年 | 民視           | 《八仙傳奇》                  | 鄭碧霞        |
| 1999年 | 華視           | 《台灣靈異事件-槓頂開花》     | 黃莉莉        |
| 1999年 | 台視           | 《台灣廖添丁》                | 陳月裡        |
| 1999年 | 台視           | 《雨中鳥》                    | 何秀月        |
| 2000年 | 民視           | 《無你較快活》                | 陳美華        |
| 2000年 | 台視           | 《神仙動員令》                | 趙夢梅        |
| 2001年 | 民視           | 《情義》                      | 许慧苓        |
| 2001年 | 民視           | 《爸爸の私生女》              | 廖秋妍        |
| 2002年 | 民視           | 《青龍好漢》                  | 林美秀        |
| 2003年 | 民視           | 《親戚不計較》(EP867登場)     | 陳淑華        |
| 2003年 | 民視           | 《家有日本妻》                | 周子若        |
| 2004年 | 民視           | 《慾望人生》                  | 蔡金鳳        |
| 2005年 | 民視           | 《意難忘》                    | 陳玉潔        |
| 2005年 | 中國大陸       | 《京華煙雲》                  | 桂姨          |
| 2006年 | 三立台灣台     | 《天下第一味》                | 劉文樺        |
| 2007年 | 三立台灣台     | 《我一定要成功》              | 莊佳玲        |
| 2009年 | 大愛           | 《回家系列-有你真好》         | 董母          |
| 2014年 | 大愛           | 《長情劇展-聽見幸福的聲音》   | 簡碧蘭        |
| 2014年 | 民視           | 《龍飛鳳舞》                  | 張金枝        |
| 2015年 | 大愛           | 《文武親家》                  | 葉母          |
| 2017年 | 公視           | 《銀河戰士特訓班》            | 陳碧霞        |
| 2017年 | Vidol          | 《我的未來男友》              | 馮靖          |
| 2018年 | 華視 /CHOCO TV | 《HIStory2-是非》             | 娟姐          |
| 2022年 | 公視           | 《拳職人員》                  | 校長          |
| 2025年 | Netflix        | 《忘了我記得》                | 劉綉蓮        |

## 酒駕事件
2011年3月4日下午2時許，趙永馨駕駛白色賓士轎車，在住家附近的三峽區中正路逆向與徐姓女子駕駛的黑色轎車對撞，雙方受到驚嚇但未受傷，警方到場後認出趙永馨，酒測值高達0.97毫克，超過每公升0.55毫克，依法將趙永馨移送板橋地檢署偵辦。板橋地檢署斟酌雙方均未受傷，趙永馨也深表悔意，准緩起訴處分1年，但須寫悔過書並捐款8萬元給檢方指定的慈善團體。趙永馨昨獲知判果，欣然接受，她表示：「做了不好的示範，我很慚愧，也絕不會再犯。」

## 獎項紀錄
| 年份   | 頒獎典禮     | 獎項                 | 作品         | 角色 | 結果 |
| ------ | ------------ | -------------------- | ------------ | ---- | ---- |
| 1984年 | 第19屆金鐘獎 | 最具潛力戲劇新演員獎 | 《玉女神笛》 | 朱珂 | 獲獎 |

## 外部連結
- 趙永馨在互联网电影资料库（IMDb）上的資料（英文）
- 趙永馨在香港影庫上的簡介
- 趙永馨在豆瓣上的资料（简体中文）